# CS Unirea Sânnicolau Mare
Unirea Sânnicolau Mare este un club de fotbal din orașul Sânnicolau Mare, Județul Timiș, România,  care evoluează în Liga a IV-a Timiș.

## Istoric
În cel mai vestic oraș al țării, la Sânnicolau Mare, fotbalul a îmbrăcat prima dată veșmintele alb-albastre în anul 1957. A fost momentul când conducătorii a două echipe locale – Recolta Sânnicolau Mare, care era considerată echipa țăranilor, a celor simpli, respectiv Progresul Sânnicolau Mare, în care evoluau oameni care făceau parte mai degrabă din „pătura intelectuală” a orașului de pe Aranca – au fost pe aceeași lungime de undă și au decis că este nevoie de un singur suflu fotbalistic, iar numele ales e mai mult decât sugestiv: Unirea.

## Palmares
Liga a III-a:
- Campioană (2): 2003–04, 2007–08
- Vicecampioană  (1): 1978–79

Liga a IV-a Timiș
- Campioană (1): 1972–73

Liga a V-a Timiș
- Campioană (1): 2011–12

## Fosti jucători
Fotbaliștii menționați mai jos au jucat cel puțin un sezon la Unirea și au mai jucat în Liga I la o altă echipă.
- Marius Postolache
- Sabrin Sburlea
- Ioan Almășan
- Marcel Băban
- Constantin Varga
- Florin Macavei
- Vasile Ciocoi
- Vasile Olariu
- Dan Păltinișanu
- Ibrahim Dossey
- Ovidiu Vezan
- Cristian Bălgrădean

## Foști Antrenori
- Cristian Contescu
- Nicolae Căprărescu
- Ciprian Urican
- Ioan Avasilichioaie
- Gheorghe Bias
- Ladislau Brosovszky
- Remus Borciovici